# AMC 35
AMC 35 (на френски: Auto-mitrailleuse de Combat, „бойна гъсенична машина за огнева поддръжка“) е френски лек танк за поддръжка на кавалерийските съединения през 1930-те години. Създаден е от фирмата Renault през 1934 – 1936 години по поръчка на френската кавалерия. Вследствие нарасналите след 1934 г. изисквания към защитеността, на които AMC 35 вече не съответствал, той отстъпил ролята на основен кавалерийски танк на по-тежкия S 35 и поръчката за производството му възлязла само на 100 единици. Серийно производство AMC 35 трае от 1938 г. и продължава до капитулацията на Франция през 1940 г. Същевременно белгийската армия обявява конкурс за най-добър лек танк. В конкурса участват английски и френски танкове, и за победител е признат именно AMC 35. Поръчани са 25 танка и 25 купола към тях. Белгийските танкове са променени – монтирано им е по-мощно 47 mm оръдие, но картечницата е демонтирана. Успяват да доставят 35 танка за френската армия и 15 танка за белгийската.
Основна особеност на този танк става фактът, че той се оказва последният разработен и пуснат в серийно производство образец на лек танк за поддръжка на кавалерийски формирования.
Немците използват няколко трофейни танка под названието Pz.Kpfw.AMC 738(f).